# アウトピストス
アウトピストス（ギリシア語: αυτοπιστος）は、キリスト教の用語であり、神のことばである聖書が、「それ自身において信じられるべきもの」である、すなわち聖書は自己証明的であるという意味である。